# ماکسیم مارویچ
ماکسیم مارویچ (اوکراینی: Максим В′ячеславович Марусич؛ زادهٔ ۱۷ ژوئیهٔ ۱۹۹۳) بازیکن فوتبال اهل اوکراین است.
از باشگاه‌هایی که در آن بازی کرده‌است می‌توان به باشگاه فوتبال کارپاتی لویو و باشگاه فوتبال فورسکلا پولتاوا اشاره کرد.
وی همچنین در تیم‌های ملی فوتبال Ukraine national under-16 football team و زیر ۲۱ سال اوکراین بازی کرده‌است.